# Cubadak Air (Pariaman Utara)
Cubadak Air is een bestuurslaag in het regentschap Pariaman van de provincie West-Sumatra, Indonesië. Cubadak Air telt 922 inwoners (volkstelling 2010).